# Beschermheer
Een beschermheer of beschermvrouwe (soms ook (hoge) beschermer genoemd) is een persoon van hoge rang die personen, een groep personen of een instelling van lagere rang bescherming verleent.
De bescherming kan letterlijk zijn, bijvoorbeeld tegen aanvallers of andere bedreigingen, maar ook figuurlijk, bijvoorbeeld als mecenas van kunst of wetenschap, en dan of met daadwerkelijke steun of louter symbolisch. Dat laatste geldt vooral voor zeer hooggeplaatsten, bijvoorbeeld een staats- en of regeringshoofd of andere royal die 'hoge bescherming' verleent aan een sociocultureel initiatief.
De praktijk gaat terug op de antiek-Romeinse patronus (vandaar 'patroon', dat soms nog als synoniem gebruikt werd); vergelijk ook beschermheilige.